# Соуза Сантос, Самир Каэтано де
Самир Каэтано да Соуза Сантос (порт.-браз. Samir Caetano de Souza Santos более известный, как Самир Сантос порт. Samir Santos; род. 5 декабря 1994 года, Рио-де-Жанейро, Бразилия) — бразильский футболист, защитник клуба «УАНЛ Тигрес».

## Клубная карьера
Самир — воспитанник клубов «Аудакс Рио» и «Фламенго». 8 июня 2013 года в матче против «Крисиума» он дебютировал в бразильской Серии А в составе последнего. В том же году Самир помог клубу выиграть Кубок Бразилии. 17 июля 2014 года в поединке против «Атлетико Паранаэнсе» Сантос забил свой первый гол за «Фламенго». В 2014 году он стал победителем Лиги Кариока.
В начале 2016 году Самир перешёл в итальянский «Удинезе». Для получения игровой практики он сразу же был отдан в аренду в «Эллас Верона». 4 апреля в матче против «Болоньи» Сантос дебютировал в итальянской Серии A. В этом же поединке он забил свой первый гол за «Верону». Летом Сантос вернулся в «Удинезе». 20 августа в матче против «Ромы» он дебютировал за команду. 15 октября 2017 года в поединке против «Фиорентины» Самир забил свой первый гол за «Удинезе».
6 января Самир подписал 6-летний контракт с английским «Уотфордом».

## Международная карьера
В 2013 году в составе молодёжной сборной Бразилии Самир принял участие в молодёжном чемпионате Южной Америки в Аргентине. На турнире он был запасным и на поле так и не вышел.

## Достижения
«Фламенго»
- Чемпион Лиги Кариока — 2014
- Обладатель Кубка Бразилии — 2013